# Елизавета Стюарт
Елизаве́та Стю́арт (англ. Elizabeth Stuart; 19 августа 1596[…], Файф — 13 февраля 1662[…], Лондон) — старшая дочь англо-шотландского короля Якова Стюарта, с 1613 супруга курфюрста Фридриха V Пфальцского, в 1619–1620 королева Чехии — так называемая «Зимняя королева». Её дочь София в 1701 году была провозглашена наследницей английского престола и стала родоначальницей Ганноверского дома, правившего Великобританией с 1714 года.

## Ранняя жизнь
Елизавета родилась в Данфермлинском дворце, в Фолкленде, 19 августа 1596 года в 2 часа ночи. Происходившая из династии Стюартов, дочь короля Шотландии и Англии Якова VI и I и Анны Датской. По отцу приходилась внучкой королеве Шотландии Марии I, по матери королю Дании Фредерику II и Софии Мекленбург-Гюстровской.
Принцесса была крещена 28 ноября 1596 года в Королевской часовне в Холирудском дворце и названа в честь королевы Англии Елизаветы I Тюдор.
В ранние годы жизни в Шотландии Елизавета воспитывалась во дворце Линлитгоу, где её поместили на попечение лорда Ливингстона его жены Элеоноры Хей. Несколько лет спустя на их попечение была отдана и вторая дочь короля, Маргарита, которая позже умрёт в раннем возрасте. Елизавета не обращала особого внимания на младшую сестру и была более привязана к своему старшему брату, Генриху, принцу Уэльскому.
Переезд в Англию
После смерти английской королевы в 1603 году, Вместе с братом и матерью Елизавета отправилась в триумфальной процессии на юг Англии.
Нет никаких свидетельтсв того, что она присутствовала на коронации своих родителей 25 июля 1603 года.
В Лондоне свирепствовала чума и королевских детей перевозили в Уинчестер.
В октябре 1603 года содержание и воспитание Елизаветы, по приказу короля, передавалось, лорду Харингтону и его жене. 
Под присмотром лорда и леди Харингтон в аббатстве Кумб, Елизавета познакомилась с Анной Дадли, с которой ей предстояло завязать дружбу на всю жизнь. 3 апреля 1604 года принцесса Елизавета вместе со своими фрейлинами отправилась из аббатства Кумб в Ковентри, где посетила проповедь в церкви Святого Михаила и пообедала в зале Святой Марии.
Пороховой заговор
В 1605 году участники Порохового заговора планировали убить короля Якова I и возвести на английский престол Елизавету, чтобы обеспечить реставрацию католицизма в Англии. Заговор был раскрыт, а его организаторы казнены.
Образование
Елизавета получила всестороннее образование для принцессы того времени. Это образование включало обучение истории, географии, теологии, языкам, письму, музыке и танцам. К 12 годам Елизавета свободно говорила на нескольких языках, включая французский, «на котором она говорила с легкостью и изяществом» и позже использовала его для общения с мужем. Она также была превосходной наездницей, имела полное представление о протестантской религии. Сохранились свидетельства о её любви к чтению книг.

### Матримониальные планы
Как дочь правящего монарха, юная Елизавета рассматривалась как весьма желанная невеста. Претенденты на её руку прибывали со всего континента и представляли собой разнообразие титулов и статусов. Среди них были:
• Густав II Адольф, принц и будущий король Швеции;
• Фридрих Ульрих, герцог Брауншвейг-Вольфенбюттельский;
• принц Мориц Нассауский;
• Теофилиус Говард, будущий второй граф Саффолк;
• Отто, наследный принц Гессен-Кассельский, сын Мориса, ландграфа Гессен-Кассельского;
• Виктор Амадей, принц Пьемонта, племянник короля Испании и наследник герцога Савойского;
• Филипп III Испанский, овдовевший в 1611 году.
Заключение брака могло значительно укрепить позиции королевства её отца на международной арене. С восшествием на английский трон в 1603 году Яков I вывел Англию на новую роль в европейской политике. В отличие от бездетной Елизаветы I, Яков, благодаря своим детям, мог активно участвовать в политике династических союзов.
Большинство претендентов были отвергнуты по разным причинам. Некоторые не имели достаточного происхождения или перспектив, а, например, кандидатура Густава II Адольфа была отвергнута, несмотря на его соответствие по многим параметрам, из-за грани войны между Швецией и Данией, родиной королевы Анны. 
Фридрих V, курфюрст Пфальцский, из династии Виттельсбахов был избран женихом Елизаветы Стюарт. Фридрих являлся лидером Евангелической унии немецких протестантских князей.
Фридрих прибыл в Англию 16 октября 1612 года, и с самого начала они с Елизаветой нашли общий язык. Современники отмечали, что он “не находил удовольствия ни в чем, кроме общения с ней”. Также Фридрих установил дружеские отношения с ее старшим братом, наследным принцем Генрихом, что особенно радовало Елизавету. Возможно единственным, кто выражал недовольство этим союзом, была королева Анна. Как дочь, сестра, жена и мать королей, она стремилась, чтобы её дочь также стала супругой монарха. Хотя ей нравились мягкий характер и щедрость Фридриха, она считала, что его статус недостаточно высок для Елизаветы.
6 ноября 1612 года умер Генрих, принц Уэльский. Его смерть стала сильным ударом для Елизаветы, а её новое положение как второй в очереди на престол сделало её ещё более желанной невестой. Анна Датская и её сторонники, которые считали, что Фридрих не соответствует статусу Елизаветы, почувствовали себя увереннее. Однако сама Елизавета продолжала поддерживать Фридриха, которого одобрил её брат. Кроме того, он виделся как будущий лидер протестантских сил в Германии.
Свадьба состоялась 14 февраля 1613 года в королевской часовне дворца Уайтхолл и стала грандиозным событием. Это был праздник, который привлёк больше представителей королевских семей, чем когда-либо ранее при дворе Англии. Торжества включали фейерверки, маски (небольшие постановки с элементами хореографии), турниры и морское сражение — навмахию. Для подготовки к церемонии была построена “Свадебная комната”, прилегающая к Банкетному залу Уайтхоллского дворца. Это событие описывалось в многочисленных современных памфлетах и письмах.
Брак был чрезвычайно популярен среди народа, а церемония была охарактеризована как “великолепное зрелище, превосходящее пышность той  эпохи”. Празднования продолжались как в Лондоне, так и в Гейдельберге, включая масштабные пиршества и роскошные украшения. Во время свадебных торжеств Уильям Шекспир представил молодожёнам свою новую пьесу «Буря». Среди множества произведений, посвящённых этому событию, также была эпиталама Джона Донна, «Свадебная песнь  в честь брака принцессы и пфальцграфа Рейнского и в День святого Валентина».
Этот брак заложил основу прочного союза между Англией и протестантскими государствами Германии, игравшего важную роль в международных отношениях в Европе в XVII—XVIII веках.

## Курфюрстина Пфальца
Приезд Елизаветы в Гейдельберг рассматривался как «главное достижение политики, которая стремилась сделать Пфальц центром международной политики». Её появление было давно ожидаемым и встречено с большим радушием. Новый муж Елизаветы преобразовал свою резиденцию в Гейдельбергском замке, построив для неё в период с 1610 по 1613 годы «Английское крыло» (Englischer Bau), обезьянник, зверинец и начав создание нового сада в стиле итальянского Ренессанса, который был популярен в Англии того времени. Сад известный как Hortus Palatinus, был создан бывшим наставником Елизаветы, Саломоном де Коссом. Современники называли этот сад «Восьмым чудом света».
Несмотря на то что Елизавета и Фридрих действительно были любящей и близкой парой на протяжении всего брака, первые трудности начали проявляться ещё до их отъезда из Англии. Король Яков I заставил Фридриха пообещать, что Елизавета будет занимать более высокое положение, чем его мать, Луиза Юлиана Оранская, и всегда будет обращаться с ней, как с королевой. Это вызвало напряжённость в Пфальце, так как мать Фридриха не ожидала, что её статус понизят в пользу молодой невестки. Поэтому их отношения оставались достаточно холодными и формальными.
Елизавета родила троих детей в Гейдельберге: Фридриха Генриха, наследного принца Пфальцского в 1614 году, Карла Людвига в 1617 году и Елизавету в 1618 году.

## Королева Богемии
В 1619 году Фридрих Пфальцский был избран мятежными чешскими сословиями королём Чехии, что послужило поводом к началу Тридцатилетней войны. Королевство Богемия представляло из себя олигархическое государство, где дворяне выбирали имели большое влияние, и одно из немногих успешных стран с религиозным плюрализмом. Страна долгое время не была тронута религиозными вопросами, пока в марте 1619 года, после смерти императора Св. Римской империи Матвея, ситуация начала меняться. Наследник Габсбургской монархии, император Фердинанд II, коронованный королём Богемии в 1617 году, был убеждённым католиком и славился жестоким преследовал протестантов. Таким образом, Богемии взошёл Фридрих, вместе со своей супругой. Елизавета полностью поддержала его. Семья переехала в Прагу, где «нового короля встретили с искренней радостью». Фридрих был официально коронован в Соборе Святого Вита в Праге 4 ноября 1619 года.
Елизавета Стюарт была коронована как Королева Богемии 7 ноября 1619 года, спустя три дня после коронования своего мужа как Короля Богемии. Третий сын Елизаветы, принц Руперт, родился в Праге через месяц после коронации, что вызвало большую радость у населения.
Правление Фридриха в Богемии началось на положительной ноте, однако длилось недолго, всего один год. Богемская корона всегда была одной из ключевых частей Габсбургской империи, и Фердинанд II, не собирался отказываться от своих прав. Правление Фридриха завершилось 8 ноября 1620 года после поражения протестантских армий Богемии в битвы на Белой горе, которая положила конец первой фазе Тридцатилетней войны.
Недолгий период правления в Чехии принес Елизавете Стюарт прозвище «Зимняя королева».

## Изгнание
Опасаясь худшего, к моменту поражения в битве на Белой горе Елизавета давно покинула Прагу и ожидала рождения пятого ребенка в замке Кюстрин, расположенном примерно в 80 км от Берлина. Там, 6 января 1621 года, она родила сына, принца Мориса Пфальцского.
После ряда поражений от имперских войск и оккупации Пфальца Фридрих V и Елизавета перебрались в Гаагу, получив приглашение от принца Оранского. Елизавета прибыла в Гаагу весной 1621 года с небольшим двором. Они часто появлялись при дворе принца Мориса Оранского, где младший его единокровный брат Фредерик Генрих увлёкся фрейлиной королевы Амалией Сольмс-Браунфельсской в 1622 году. Та отказалась стать его любовницей и настаивала на браке, где после смерти Морица Оранского, Фредерик женился на Амалии 4 апреля 1625 года.
Находясь в изгнании, Елизавета родила ещё восемь детей — четверых мальчиков и четверых девочек. Последний из них, Густав Адольф родился 2 января 1632 года и был крещен в Монастырской церкви, где были похоронены двое её младших детей Елизаветы Стюарт, умерших в раннем возрасте, — Людвиг (умерший во младенчестве) и Шарлотта (умерла в возрасте 3 лет).
В том же месяце Фридрих Пфальцский простился со своей супругой и отправился на фронт, чтобы присоединиться к королю Швеции, на тот момент правящему Густаву II Адольфу, который бы помог в востанновлении положения. Однако, не приняв предложенные шведским королем условия, Фридрих отказался от его помощи и вернулся в Гаагу.
Фридрих болел с начала октября 1632 года и умер утром 29 ноября, не успев добраться до Гааги.

## Вдовство
Елизавета была глубоко потрясена смертью своего супруга и на протяжении трёх дней отказывалась от пищи, воды и сна. Её брат, король Англии Карл I Стюарт предложил ей вернуться на родину, но она отказалась, поскольку вставал вопрос о правах своего сына, наследника Фридриха V, на курфюршеский престол. Елизавета активно защищала интересы своего сына, однако, даже после возвращения Карлом Людвигом курфюршества Пфальц в 1648 году, она продолжала жить в Гааге.
В этот период она стала покровительницей искусств, заказав семейный портрет в честь себя и Фридриха, который дополнил большой морской пейзаж, посвященный их торжественному въезду в Нидерланды в 1613 году. Тем не менее, её портрет был превзойден заказом Амалии Сольмс-Браунфельсской, уже вдовы Фредерика Генриха, на оформление Оранжзала после его смерти в 1648–1651 годах.
Во времена после смерти Фридриха и до своей собственной смерти, спустя 30 лет, Елизавета пережила еще четверых из своих десяти выживших детей: Густава (1641), Филиппа (1650), Генриетту Марию (1651) и Мориса (1652).
В 1649 году, в ходе Английской революции, был казнён ее брат, Карл I. Оставшиеся представители династии Стюартов были вынуждены покинуть Англию.
Отношения Елизаветы с выжившими детьми были более отдаленными, хотя она проводила время с растущим числом внуков. К концу жизни она осознавала последствия своего удаленного воспитания детей и начала все больше задумываться о возвращении в Англию.

## Смерть
В 1660 году династия Стюартов была восстановлена на тронах Англии, Шотландии и Ирландии в лице племянника Елизаветы — Карла II.
Елизавета прибыла в Англию 26 мая 1661 года. В июле она уже не планировала возвращаться в Гаагу и организовала перевозку оставшегося имущества.
29 января 1662 года она переехала в Лестер-хаус в Вестминстере, однако к тому времени её здоровье сильно ухудшилось. Елизавета заболела пневмонией, 10 февраля 1662 года, у неё началось кровотечение из лёгких, и вскоре после полуночи 13 февраля она скончалась. Её смерть прошла не столь отмеченной, ибо к тому времени её единственная известность в Лондоне могла быть связана с тем, что она была матерью принца Рупрехта Пфальцского.
Вечером 17 февраля, когда её гроб, помещённый в саркофаг днём ранее, покинул Сомерсет-хаус, единственным её сыном, сопровождавшим траурную процессию до Вестминстерского аббатства, был Руперт.
В часовне Генриха VII она была погребена среди своих предков, рядом со своим любимым старшим братом Генрихом, принцем Уэльским, в склепе, где также покоится её бабушка Мария I, королева Шотландии.

## Наследие
Согласно Акту о престолонаследии 1701 года, право наследования английского и шотландского (позднее британского) трона было закреплено за младшей дочерью Елизаветы Стюарт — Софией Ганноверской, и её потомками. В августе 1714 года сын Софии, внук Елизаветы — Георг I — взошёл на престол Великобритании, и все последующие представители британской королевской династии происходят из её рода, являясь потомками Елизаветы Стюарт.
В честь Елизаветы были названы река Элизабет в колониальной юго-восточной Виргинии и мыс Элизабет (сегодня это полуостров и город в штате Мэн, США). Джон Смит исследовал и составлял карты Новой Англии, где дал многим местам названия, использовавшиеся коренными американцами. Когда Смит представил свою карту Карлу I, он предложил заменить “варварские названия” на “английские”. Король внёс множество изменений, но до наших дней сохранились лишь четыре из этих названий, одно из которых — мыс Элизабет.
Согласно легенде, Уильям Крейвен, 1-й барон Крейвен, построил Эшдаун-хаус в Беркшире, Англия, в честь Елизаветы Стюарт, хотя она умерла до завершения строительства.

## Брак и дети
муж: с 1613 Фридрих V, курфюрст Пфальца
- Генрих Фридрих[англ.] (1614—1629), утонул.
- Карл I Людвиг (1617—1680), по условиям Вестфальского мира в 1648 году восстановил титул курфюрста.
- Елизавета (1618—1680)
- Руперт (1619—1682), герцог Камберленд
- Мориц (1620—1654)
- Луиза Голландина (1622—1709)
- Людвиг (1624—1625), умер в младенчестве.
- Эдуард (1625—1663)
- Генриетта Мария[англ.] (1626—1651)
- Филипп Фридрих (1627—1650)
- Шарлотта[англ.] (1628—1631)
- София (1630—1714); муж с 1658 Эрнст Август, курфюрст Ганновера, мать Георга I, короля Великобритании
- Густав Адольф[англ.] (1632—1641)